# Јордан на Светском првенству у атлетици на отвореном 2015.
Јордан је учествовао на Светском првенству у атлетици на отвореном 2015. одржаном у Пекингу од 22. до 30. августа четрнаести пут. Репрезентацију Јордана представљао је један такмичар који се такмичио у трци 1.500 метара.,
На овом првенству такмичар Јордан није освојио ниједну медаљу нити је остварио неки резултат.

## Учесници
Мушкарци:
- Awwad Al-Sharafat — 1.500 м

## Резултати

### Мушкарци
| Атлетичар         | Дисциплина | Лични рекорд | Квалификације | Квалификације | Полуфинале           | Полуфинале           | Финале               | Финале       | Детаљи                                      |
| Атлетичар         | Дисциплина | Лични рекорд | Резултат      | Место         | Резултат             | Место                | Резултат             | Место        | Детаљи                                      |
| ----------------- | ---------- | ------------ | ------------- | ------------- | -------------------- | -------------------- | -------------------- | ------------ | ------------------------------------------- |
| Awwad Al-Sharafat | 1.500 м    | 3:57,71      | 4:07.72       | 11. у гр. 1   | Није се квалификовао | Није се квалификовао | Није се квалификовао | 40 / 40 (41) | Архивирано на веб-сајту (18. новембар 2015) |